# Centre des arts de Hong Kong

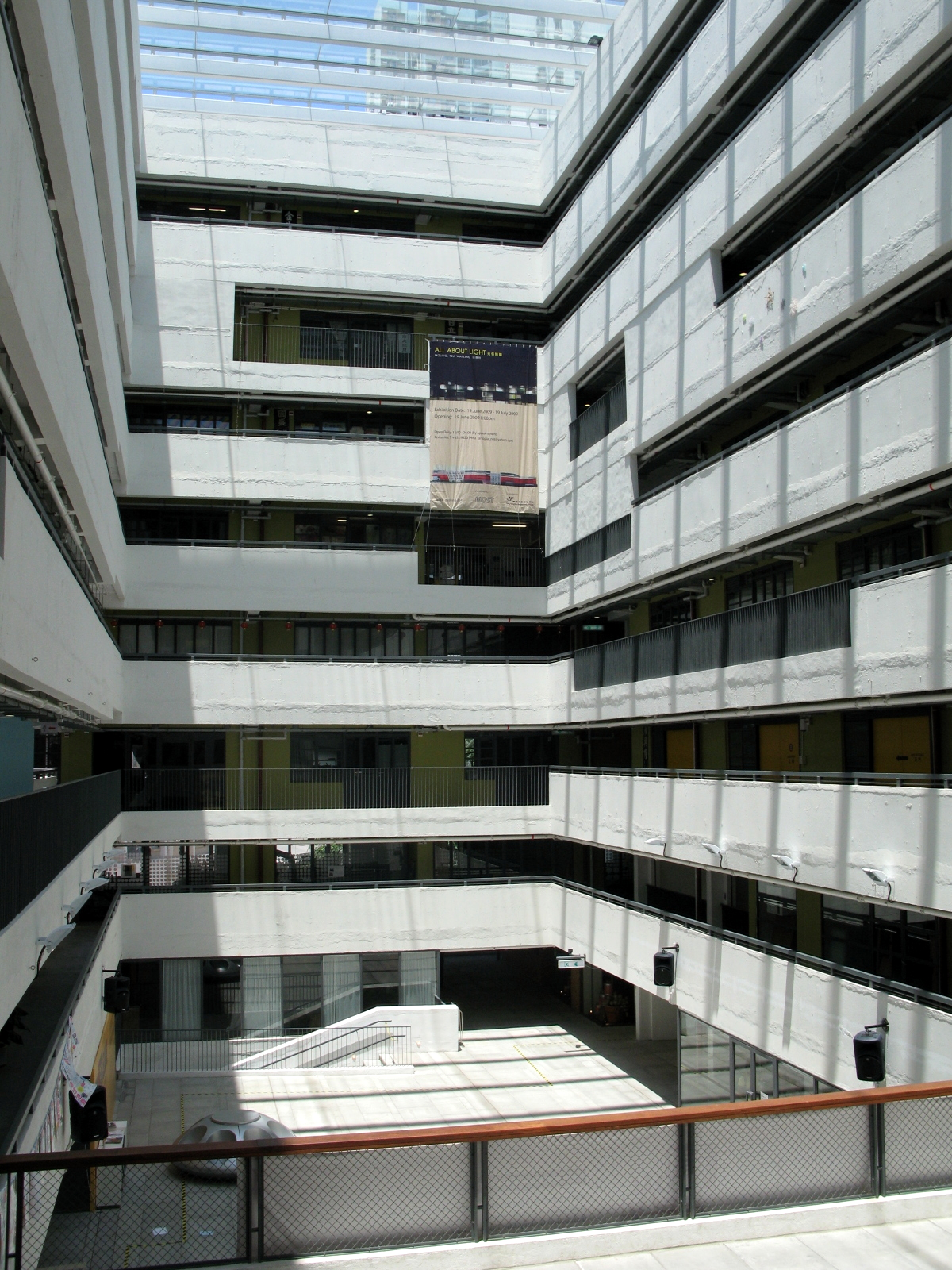
Cour centrale.

Le centre des arts de Hong Kong (香港藝術中心, Hong Kong Arts Centre) est une institution artistique et un musée d'art à but non lucratif situé à Hong Kong au 2 Harbour Road (en) dans le quartier de Wan Chai, et inauguré en 1977. Il promeut les arts du spectacle contemporains, les arts visuels, le cinéma et les arts vidéo. Il dispense également un enseignement artistique. Son rival est le musée d'art de Hong Kong qui est géré par le gouvernement. Ces deux institutions sont considérées comme les deux principaux musées d'art de Hong Kong qui dictent le discours de l'art dans la ville,.
Le centre comprend des espaces de présentation et des lieux comprenant des galeries, des théâtres, un cinéma, des salles de classe, des studios, un restaurant et des bureaux. Il comprend également de la sculpture, de la photographie, de la céramique, des illustrations et des installations sonores et visuelles,.

## Histoire
À la fin des années 1960, l'hôtel de ville de Hong Kong est le seul lieu d'exposition d'art contemporain de la ville. En 1968, les associations et les groupes d'art locaux adressent une pétition au gouvernement de Hong Kong pour consacrer un terrain à la construction d'un centre d'arts. S.F. Bailey, le secrétaire général du comité des subventions universitaires (en), mène la campagne. En juin 1971, un terrain est octroyé près de Gloucester Road (zh-yue) à Wan Chai après des années de négociation,.
Alors que seulement la moitié des 28 millions HK$ requis sont collectés, la construction est interrompue et ne reprend que lorsque le gouverneur de Hong Kong Murray MacLehose facilite les prêts à l'aide d'un mandat du gouvernement. Li Choh-ming (en), le premier vice-chancelier de l'université chinoise de Hong Kong, devient le premier président du centre des arts, Run Run Shaw le premier vice-président, et Neil Duncan le premier directeur général.
Le centre est inauguré par le gouverneur le 14 octobre 1977.

## Installations
- Le cinéma Louis Koo

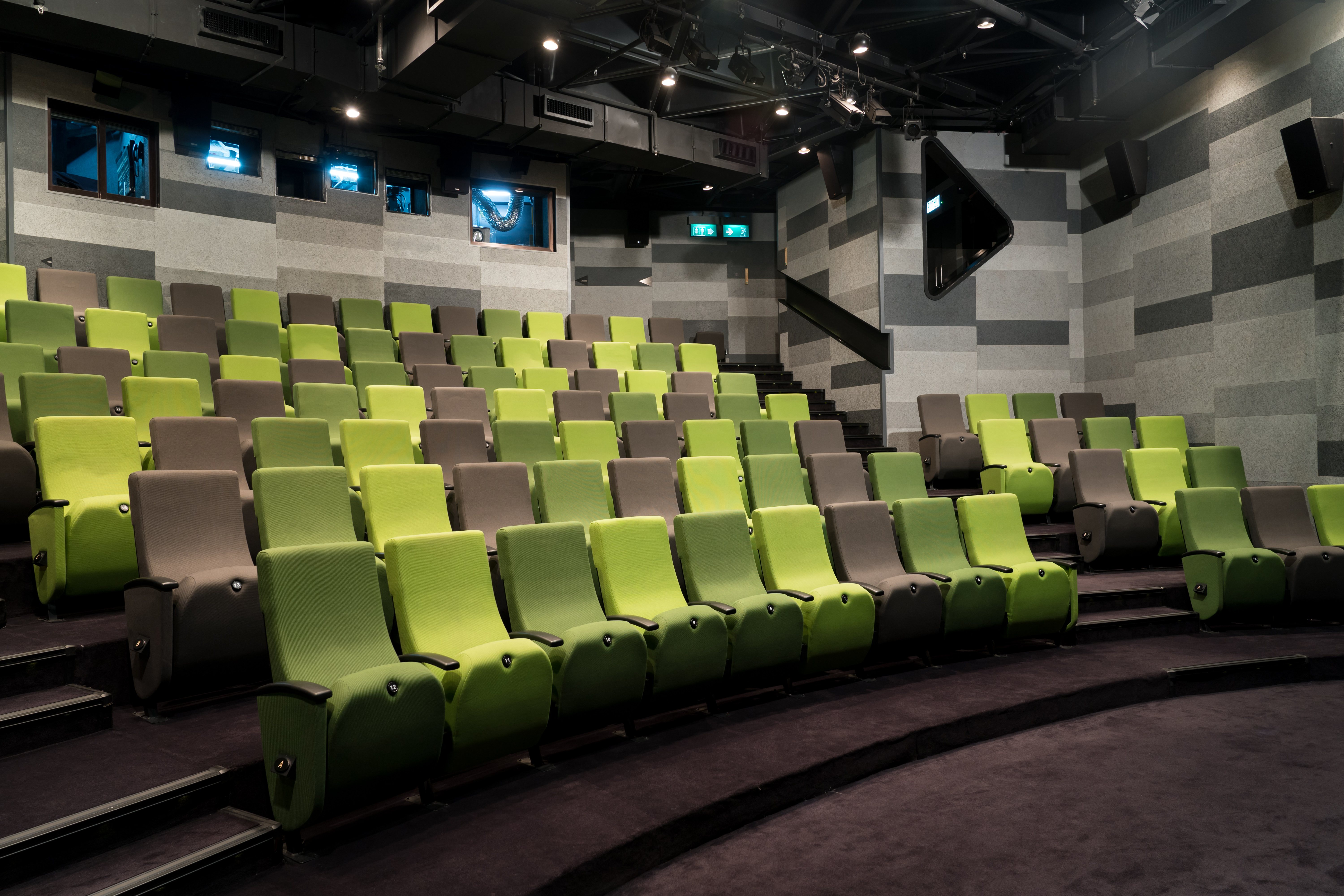
Le cinéma Louis Koo.

Le cinéma Louis Koo est équipé pour les projections de films, et adapté aux séminaires, récitals, cérémonies et conférences de presse. La capacité de la salle est de 119 places.
- Le studio McAulay

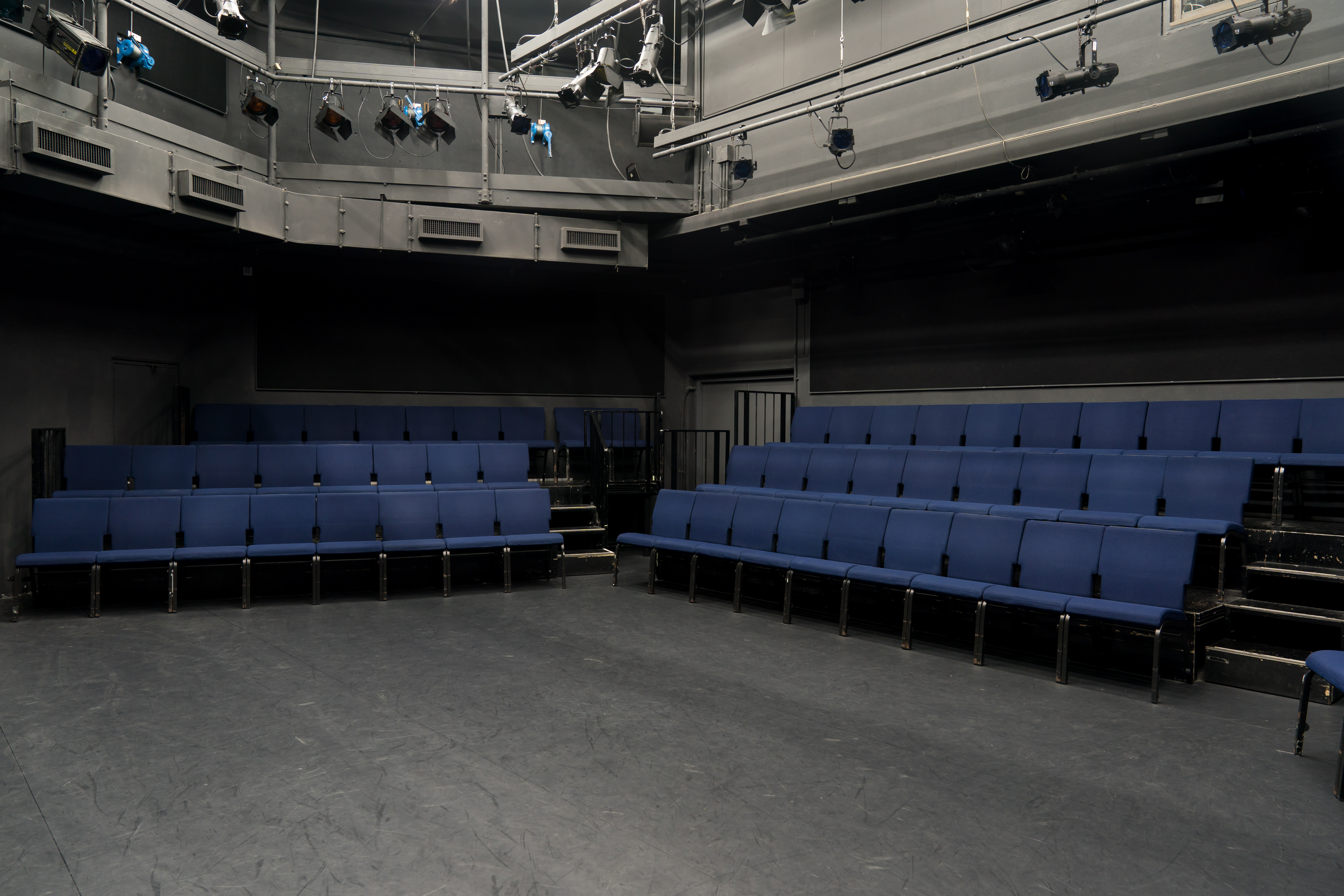
Le studio McAulay.

Le studio McAulay a des sièges mobiles. Il est utilisé pour des représentations théâtrales à petite échelle et des ateliers. La capacité d'accueil est de 76 à 100 places.
- Le théâtre Shouson

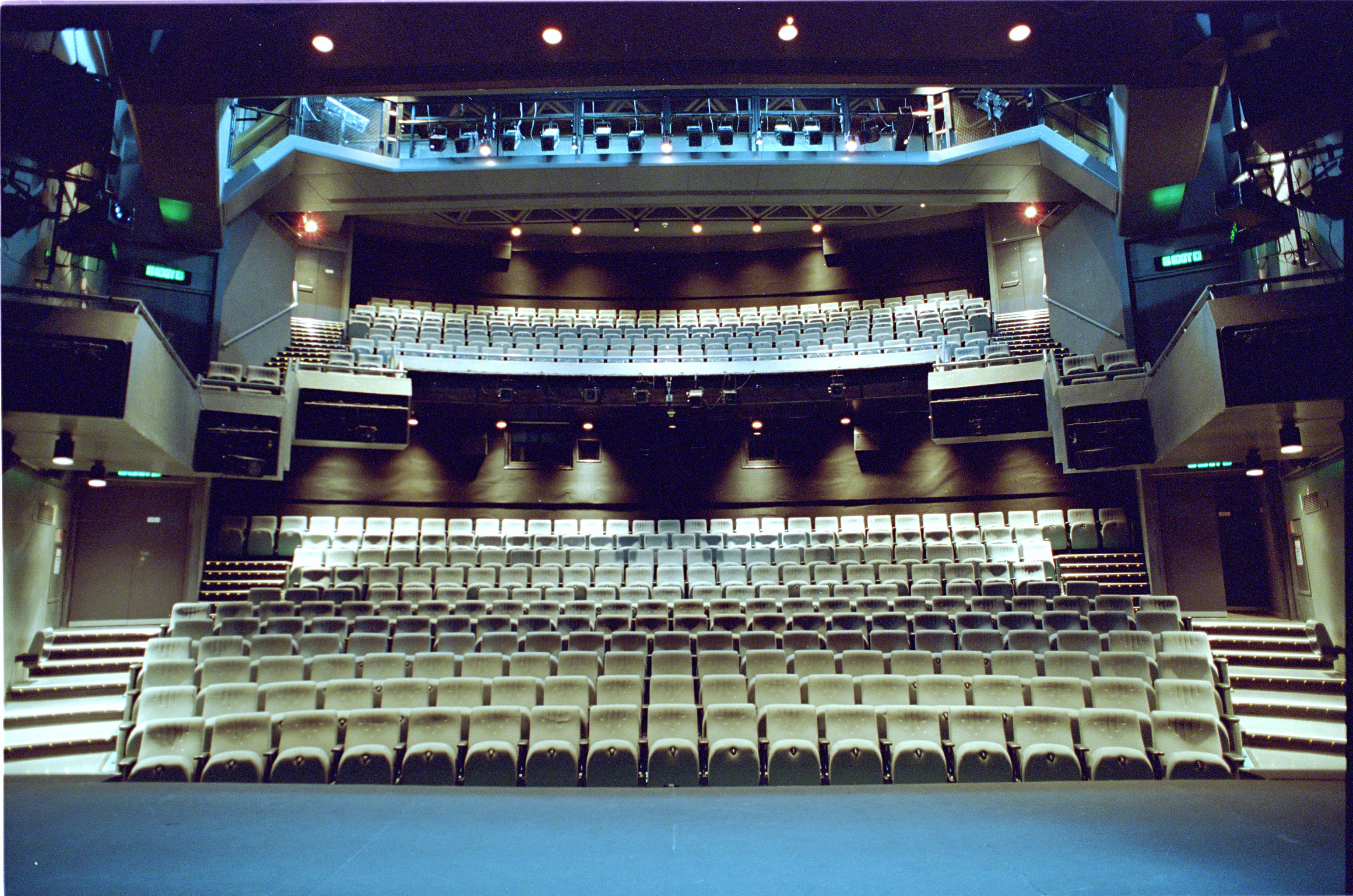
Le théâtre Shouson.

Le théâtre Shouson a des sièges disposés en stalle et en cercle. Le lieu est utilisé pour des représentations de théâtre et de danse à grande échelle, des concerts, des projections de films et des séminaires. La capacité d'accueil pour le théâtre est de 439 places (260 en stalle, 179 en cercle), et 425 pour les projections de films (246 en stalle et 179 en cercle).
- L'institut Goethe

L'institut Goethe est un institut culturel allemand qui propose des cours de langue et des expositions culturelles.
- Les galeries Pao

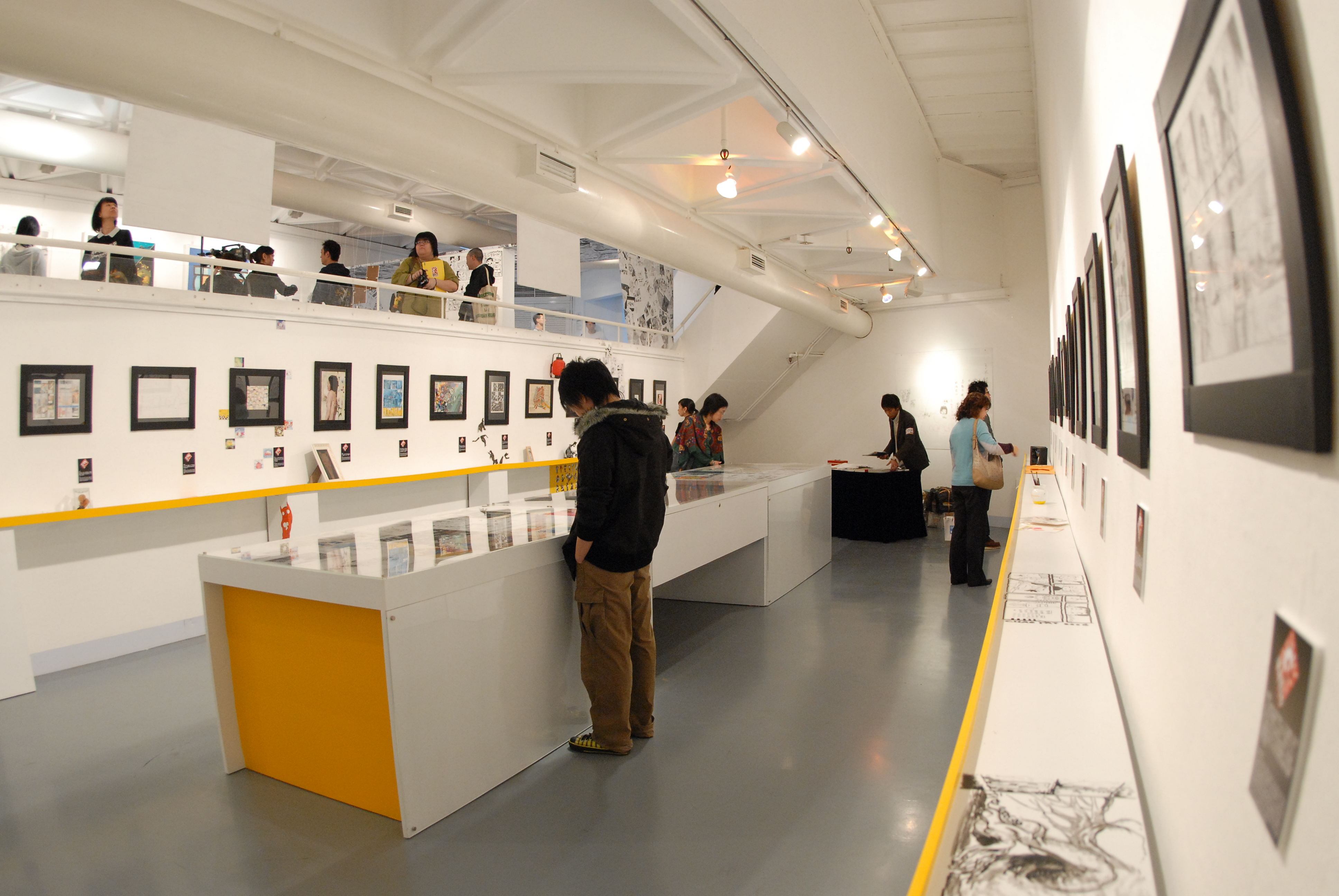
Les galeries Pao.

La galerie d'exposition sur deux niveaux abrite des expositions d'art et d'artisanat tout au long de l'année.

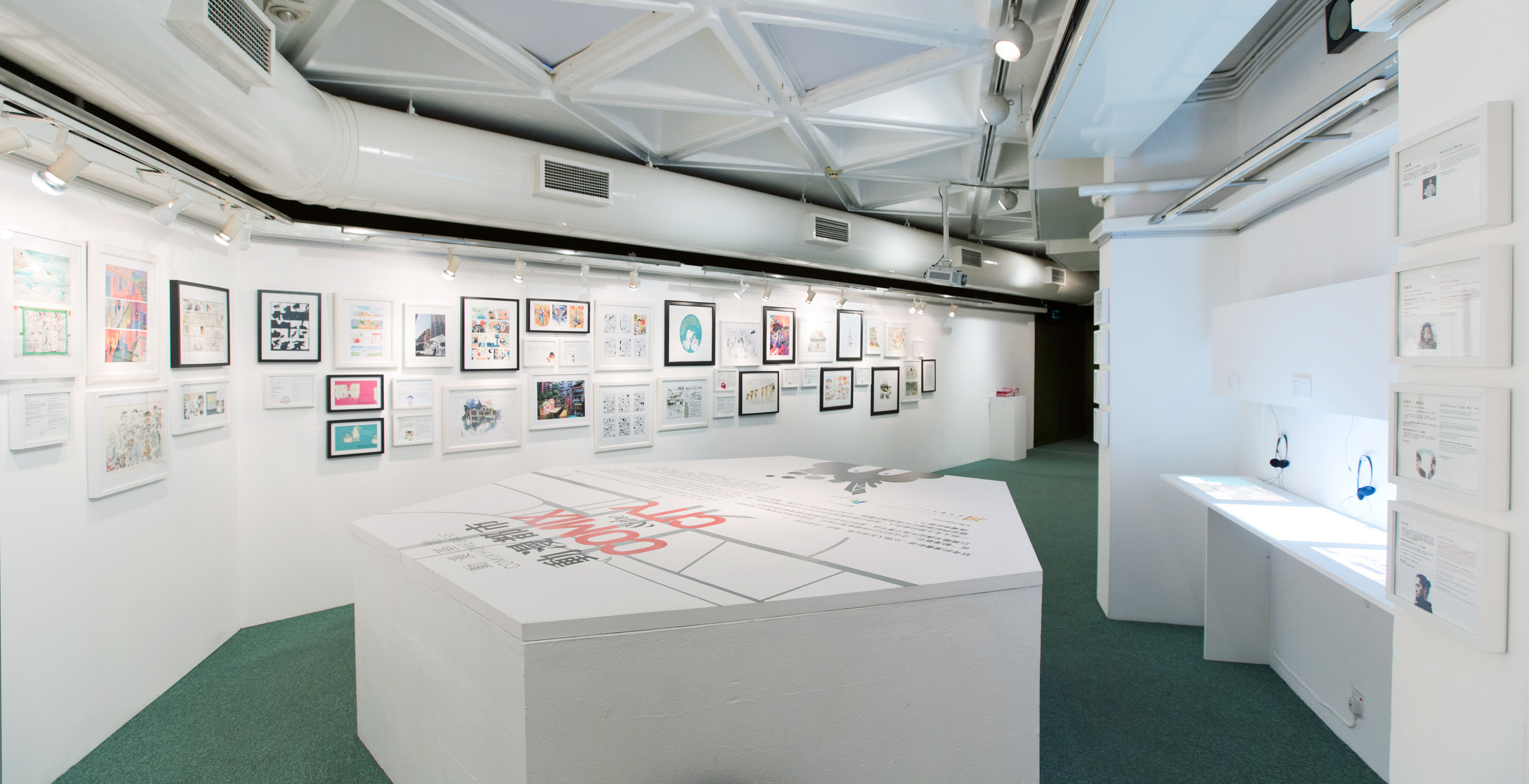
La galerie expérimentale.

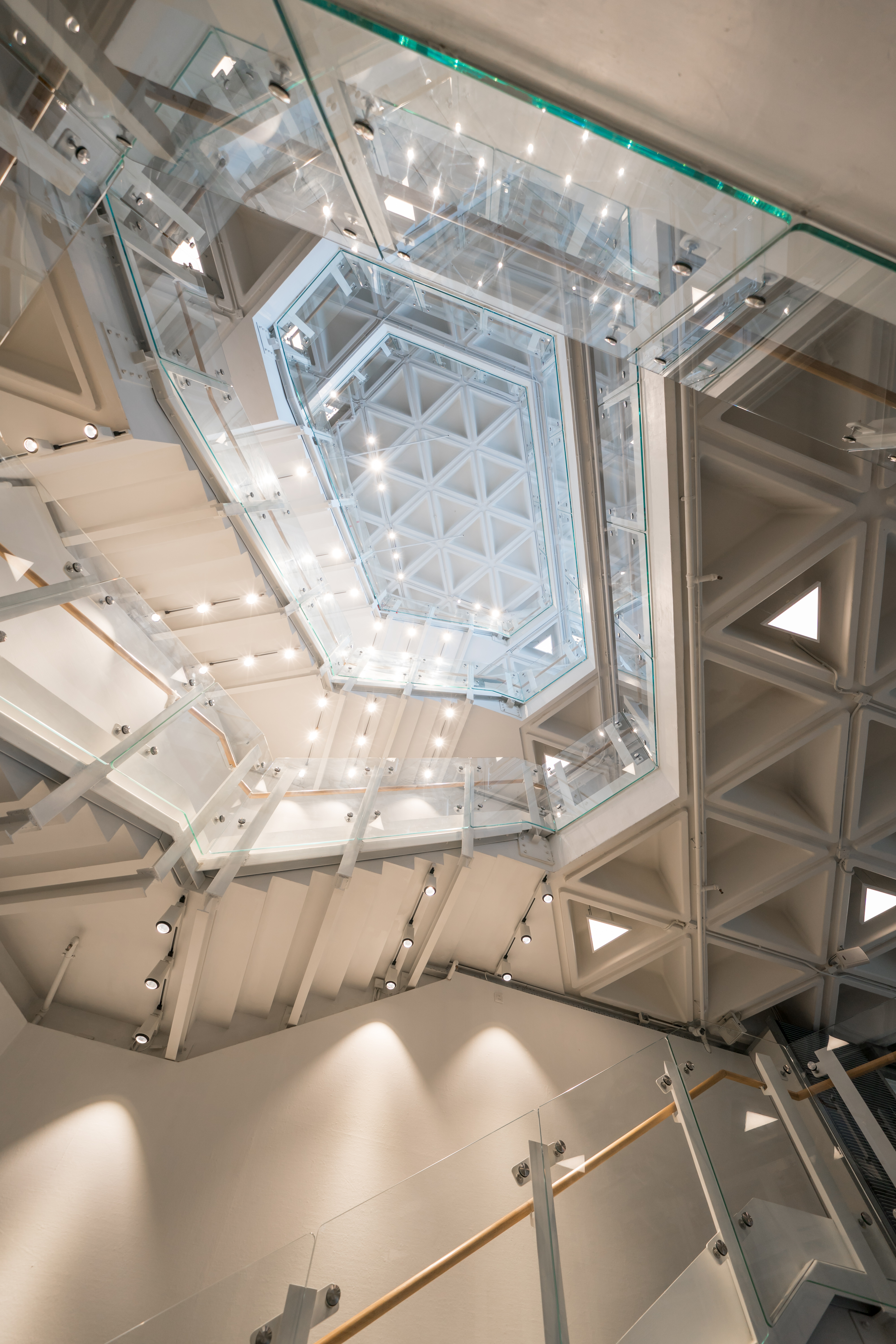
L'atrium du Jockey Club.

- La galerie expérimentale

- L'atrium du Jockey Club

- La boutique d'art

## École d'art de Hong Kong

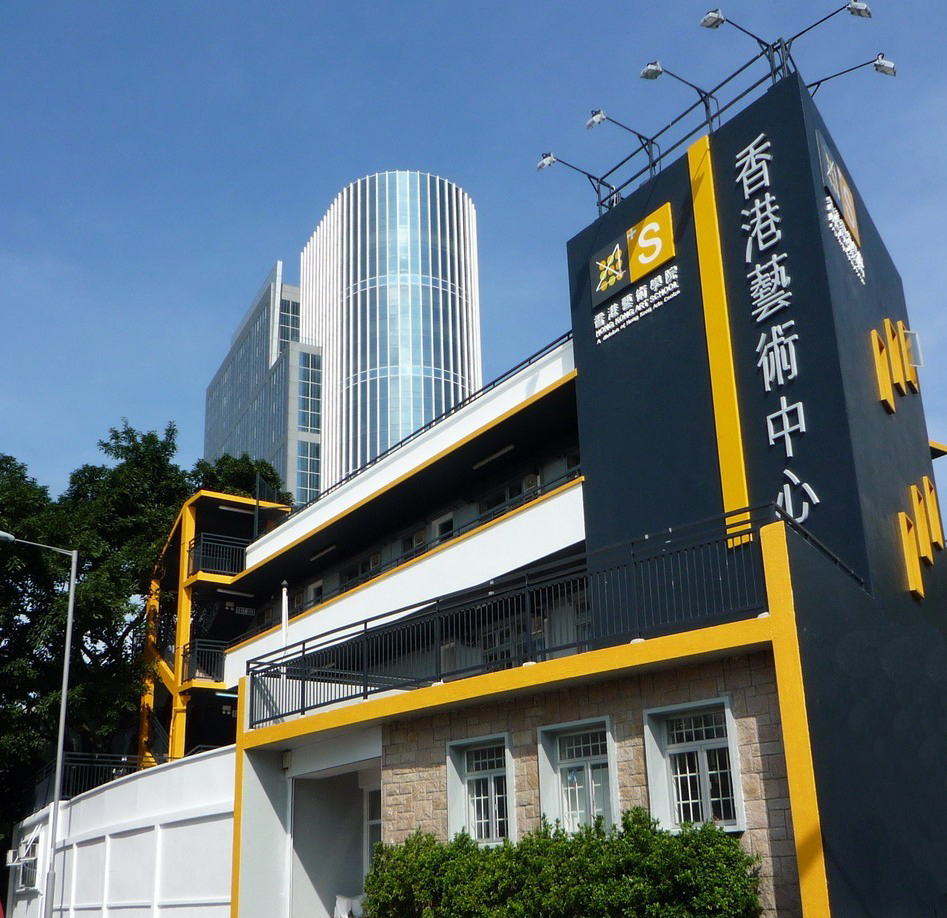
L'école d'art de Hong Kong.

L'école d'art de Hong Kong est officiellement créée en tant que division du centre d'arts.
Elle est un institut agréé. Les programmes offerts se concentrent sur quatre domaines académiques principaux qui comprennent les beaux-arts, les arts appliqués, les arts médiatiques et l'éducation dramatique. Ses niveaux académiques comprennent le diplôme de base, le diplôme supérieur, le baccalauréat et la maîtrise.
Elle dispose d'un campus à Shau Kei Wan (zh) et d'un studio supplémentaire au centre des arts visuels du Jockey Club à Shek Kip Mei (en).

## Programmes organisés par le centre
- Art public de Hong Kong (PAHK)
- IFVA: Incubateur pour le cinéma et les médias visuels en Asie (en)
- Série de musique de rue
- Art des publicités
- Projet AFI 20/20
- A Lean Night
- Projets communautaires, par exemple Go Green Competition

## Publication
ArtsLink est une publication présentant les programmes et activités organisés au centre. Il est publié la dernière semaine de chaque mois et est disponible gratuitement dans plus de 150 lieux. Il fournit des informations sur les expositions, les programmes de films, les représentations théâtrales et les cours du centre des arts et de l'école d'art de Hong Kong.

## Soutien aux autres organisations artistiques
- Association Arts with the Disabled (ADA) Hong Kong

L'ADA est créée en tant qu'organisation non gouvernementale en 1986. L'association offre aux personnes handicapées l'égalité des chances d'accéder, de participer et de profiter des arts, et travaille avec le grand public pour promouvoir l'intégration et l'inclusion dans la société à travers les arts.
- Art in Hospitals (AIH)

L'AIH est créée en 1994, dans le cadre du soutien financier, administratif et de location de bureaux du centre, et est enregistrée en tant qu'organisation caritative à but non lucratif en 2003.
- Programme d'éducation esthétique

Le programme est fondé en 2001 par l'école d'art du centre, sur la base du modèle d'éducation esthétique pratiqué au Lincoln Center Institute (en) de New York, amenant l'art dans les écoles primaires et secondaires.
- Theatre Ensemble

Theatre Ensemble utilise le centre comme base pour la présentation de ses programmes de théâtre, il s'agit d'un projet pilote lancé par le centre d'arts depuis 2004. L'institution a également aidé Theatre Ensemble à gérer le  concept artistique PIP (Pleasure In Play), organisant des ateliers de théâtre.

## Crédit d'auteurs
- (en) Cet article est partiellement ou en totalité issu de l’article de Wikipédia en anglais intitulé « Hong Kong Arts Centre » (voir la liste des auteurs).